# عمر سیسوکو
عمر سیسوکو (انگلیسی: Oumar Sissoko؛ زادهٔ ۱۳ سپتامبر ۱۹۸۷) بازیکن فوتبال اهل فرانسه است.
از باشگاه‌هایی که در آن بازی کرده‌است می‌توان به باشگاه فوتبال لو آور، باشگاه فوتبال آژاکسیو، و باشگاه فوتبال متس اشاره کرد.
وی همچنین در تیم ملی فوتبال مالی بازی کرده‌است.